# 蒲将军
蒲将军（?—?），名不详，秦末农民战争领袖。
秦朝末年陈胜、吴广發動大泽之变时，蒲将军在江淮地区聚众起兵响应，后来率兵归顺项梁。项梁死後，赵国数度求援，楚怀王以宋义为上将军，诸将皆听调遣援赵。后项羽刺杀宋义，军中推举项羽为假上将军。楚怀王得知后，以项羽为上将军。于是蒲将军随属项羽。他以骁勇著称，蒲将军随项羽北上，和英布一起担任先锋，他们率领二万人渡河驰援钜鹿，在钜鹿之战大败秦军。后来又率兵渡三户大破章邯率领的秦军，迫使章邯投降。项羽和英布、蒲将军商议，坑杀二十万秦军。